# Ушков, Дмитрий Константинович

Памятник Ушкову на Северном кладбище

Дми́трий Константи́нович Ушко́в (1922—1944) — ефрейтор, стрелок 98 стрелкового полка 10-й стрелковой дивизии 23-й армии Ленинградского фронта, Герой Советского Союза.

## Биография
Родился 20 июня  1922 года в деревне Пантелеево Галичского уезда Костромской губернии  (в настоящее время  село Ушково Галичского района Костромской области).
Рано остался без отца, поэтому окончил только начальную школу и работал почтальоном в родном селе.  В 1939 году уехал в город Москву,  работал в бригаде маляров  на новостройках в районе Ленинградского шоссе.
После начала  Великой Отечественной войны 21.08.1941 г. призван в Красную армию.
Воевал на  Ленинградском фронте,  не раз отличился в боях.  Был трижды ранен, трижды возвращался в строй. Стал опытным бойцом, в совершенстве освоил стрелковое оружие пехотинца - винтовку и автомат, мог заменить пулемётчика, выполнить работу сапёра,  делая проходы в минных полях и в колючей проволоке.
В бою под деревней Новоселье, выбрав позицию на высотке, пулемётчик ефрейтор Ушков внезапно для противника открыл фланговый огонь по врагу. Атака гитлеровцев захлебнулась, но огневую точку засекли вражеские миномётчики и начали  обстрел. Оглушённый,  получив  осколочные  ранения,  Ушков продолжал вести огонь до подхода подкрепления.
Награжден медалью За Оборону Ленинграда.  Принят  кандидатом  в члены  ВКП(б), избран комсоргом  роты .
Летом 1944 года ефрейтор Ушков в составе 10-й стрелковой дивизии 115 стрелкового корпуса  23-й армии   принимал участие в  Выборгской наступательной операции Ленинградского фронта против войск финской армии.
Подвиг совершил 12.6.1944 года  во время наступления дивизии при штурме укреплённой линии обороны финнов в районе Мусталовских высот.
В документе Описание боевого пути 115 корпуса за период его существования записано (наградной лист Д. К. Ушкова  в базе информационной системы  Память народа отсутствует)

 12.6.44 г. 10-я стрелковая Краснознамённая дивизия перешла в наступление на Охтинском направлении где  к исходу дня, после ожесточенных боев продвинулась на 6 - 8 км. Проволочные заграждения финнов мешали продвижению нашей пехоте. Дважды группы саперов пытались перерезать проволоку. Но ураганный огонь противника мешал это сделать. Тогда на выручку саперам пришел Дмитрий Ушков. Хладнокровно и быстро подполз он к колючей проволоке, не обращая внимания на разрывы снарядов и свист пуль, сделал проход в ней. Стрелковое подразделение немедленно воспользовалось этим и ринулось вперед.
Но тут новое препятствие преградило путь наступающим войскам - финский пулеметный дзот открыл фланкирующий огонь. И опять поднялся Ушков. Он бросил гранату в амбразуру,  но дзот продолжал действовать. Второй гранаты у Ушкова не было. Малейшее промедление, и атака была бы сорвана. Без какого - либо колебания он подбежал к амбразуре дзот”а и навалился на нее своим телом. Вражеский пулемет сразу захлебнулся и замолчал. Советский патриот комсомолец Ушков не пожалел своей крови, ценою своей жизни он спас сотни жизней другим воинам. Жертвуя собою он обеспечил успех. Сопротивление врага было сломлено, сильно укрепленный рубеж был сокрушен и наши части двинулись вперед.... К исходу 14.6.44 г... части 10 скд во взаимодействии с введенной в бой 92 сд овладели мощным узлом обороны финнов - Мусталовскими высотами. 
Указом  Президиума Верховного Совета СССР от 21.07.1944 г. Дмитрий  Константинович  Ушков посмертно награждён высшей наградой Союза ССР Орденом Ленина и ему присвоено  звание  Героя Советского Союза .
Похоронен  Д.К. Ушков на Северном кладбище Санкт-Петербурга, воинское  захоронение № 49  в посёлке Парголово.

## Награды
- Медаль «Золотая Звезда»  (Указ Президиума Верховного Совета СССР от  21 июля 1944 г.)
- Орден Ленина  (Указ Президиума Верховного Совета СССР от  21 июля 1944 г.)
- Медаль «За Оборону Ленинграда».  К сожалению, медаль «За Оборону Ленинграда» Дмитрию Ушкову  вручить не успели,  так как вручение наград участникам боёв за Ленинград  в 98 стрелковом полку 10-й стрелковой дивизии  состоялось 17.6.1944 г.,  после его гибели[2].

## Память
- Посёлок Ушково (до 1948 года поселок Тюрисевя — фин. Tyrisevä) в Курортном районе Санкт-Петербурга и железнодорожная платформа в нём переименованы в честь Д.К. Ушкова Указом Президиума Верховного Совета  РСФСР от 1 октября 1948 года. Там же в 1970 году был установлен памятный знак
- Село Пантелеево, в котором родился герой, переименовано в  Ушково
- Улица  в городе Галиче Костромской  области  названа в честь  Д.К. Ушкова
- В честь  Д.К. Ушкова названа  Ушковская улица в Выборгском районе Санкт-Петербурга
- Сквер Героя Советского Союза Дмитрия Ушкова в посёлке Ушково. Открыт 9 мая 2017 года  рядом с памятным знаком Герою. В сквере установлены  скульптурная композиция «Звезда» и малые архитектурные формы «Диорама траншея», «Гвоздика памяти»,«Сумка почтальона»[11]
- В Зале Славы Музея Победы - Центрального музея Великой Отечественной войны на пилонах увековечены имена почти 12 тысяч Героев Советского Союза и Героев России, награжденных за подвиги в годы Великой Отечественной войны [12]

Посёлок Ушково  (в составе Курортного района Санкт-Петербурга), переименованный в честь Д.К. Ушкова,   в некоторых публикациях ошибочно указывается как место совершения подвига, но находится от него  на расстоянии около  50 километров. 